# Казначеев, Виктор Алексеевич
Ви́ктор Алексе́евич Казначе́ев (14 января 1935, с. Соленое, Степновский район, Ставропольский край, РСФСР — 10 декабря 2010, с. Соленое, Степновский район, Ставропольский край, Российская Федерация) — советский партийный и государственный деятель, министр социального обеспечения РСФСР (1988—1990). Заслуженный работник высшей школы Российской Федерации (2004).

## Биография
Родился в крестьянской семье. Трудовую деятельность начал с 16 лет.
В 1958 году окончил Ставропольский педагогический институт, и в 1967 году — Ростовский институт народного хозяйства (заочно). Доктор исторических наук, профессор.
- 1963—1970 гг. — первый секретарь Ставропольского краевого комитета ВЛКСМ,
- 1970—1974 гг. — первый секретарь Пятигорского городского комитета КПСС,
- 1974—1976 гг. — первый секретарь Ставропольского городского комитета КПСС,
- 1976—1985 гг. — второй секретарь Ставропольского краевого комитета КПСС. Занимался вопросами развития промышленности.
- 1985—1988 гг. — председатель Государственного комитета РСФСР по профессионально-техническому образованию,
- С 8 июня 1988 по 15 июня 1990 г. — министр социального обеспечения РСФСР[1][2]; затем и. о. министра до 17 июля 1990[3],
- 1990—1991 гг. — заместитель управляющего делами ЦК Компартии РСФСР.

В 1995 году возглавил Пятигорский технологический институт, преобразованный в октябре 1999 года в Государственный технологический университет. В 2003 году избран председателем Совета ректоров ВУЗов Ставропольского края. С 2010 года президент ПГТУ.
Избирался делегатом XV и XVI съездов ВЛКСМ, XXIII—XXVII съездов КПСС. Депутатом Верховного Совета РСФСР 9-11 созывов.

## Награды и звания
- Почётный гражданин Ставрополя (2004)
- Почётный гражданин Ставропольского края (2003)
- Орден Трудового Красного Знамени
- Орден Трудового Красного Знамени
- Орден Трудового Красного Знамени
- Орден «Знак Почёта»
- Золотой знак «За активную работу в комсомоле»
- Медали
- Заслуженный работник высшей школы Российской Федерации (2004)[4]